# 조선인민혁명군
조선인민혁명군(朝鮮人民革命軍)은 김일성이 1932년 4월 25일 창건했다고 주장하는 항일 무장군사조직이다.
1977년부터 2017년까지 조선인민군 창건일로 삼았던 1932년 4월 25일이 조선인민혁명군 창건일에서 유래하였다.
즉 원래 조선인민군의 공식 창건일은 1977년까지 1948년 2월 8일이었으나, 김일성이 자신이 조직한 항일 빨치산 부대 즉 조선인민혁명군이 실제 뿌리라며 1978년에 1932년 4월 25일로 변경하였다.
하지만 김정은이 공식 군 창건일을 2018년에 1948년 2월 8일로 재변경하였다.

## 같이 보기
- 조선인민군